# Национальный банк Эфиопии
Национальный банк Эфиопии (амх. የኢትዮጵያ ብሔራዊ ባንክ, англ. National Bank of Ethiopia) — центральный банк Эфиопии.

## История
16 февраля 1906 года открыт первый банк на территории Эфиопии — Банк Абиссинии, работавший под контролем Национального банка Египта. Банк получил на 50 лет право выпуска банкнот, разменивавшихся на золотые и серебряные монеты. Выпуск банкнот начат в 1914 году.
29 августа 1931 года банк преобразован в Банк Эфиопии, 60 % капитала банка принадлежало правительству Эфиопии. За банком было сохранено право выпуска банкнот.
После включения Эфиопии в состав Итальянской Восточной Африки филиалы Банка Эфиопии были преобразованы в филиалы итальянских банков: Банка Италии, Банка Рима, Банка Неаполя, Национального банка труда.
В 1941 году в Аддис-Абебе для обеспечения британских войск и эмиссии восточноафриканского шиллинга открыто отделение Барклайз банка. В 1943 году оно было закрыто.
В августе 1942 года основан Государственный банк Эфиопии, начавший операции 15 апреля 1943 года. В 1945 году банк получил исключительное право эмиссии банкнот и монет.
В 1963 году учреждён государственный Национальный банк Эфиопии, начавший операции 1 января 1964 года.